# 山田厚史
山田 厚史（やまだ あつし、1948年1月1日 - ）は、日本のジャーナリスト。元朝日新聞社編集委員、デモクラシータイムス共同代表。

## 経歴
東京都新宿区戸塚町生まれ。東京教育大学附属小学校（後の筑波大学附属小学校）、同志社大学法学部政治学科卒業。1971年4月、毎日放送に入社。制作局ディレクターを経て、同年12月、朝日新聞社に入社。青森支局、千葉支局を経て、東京経済部に異動。大蔵省、外務省、日本銀行、自動車業界、金融業界などを担当する。
その後ロンドン特派員として欧州経済を担当したのち、大阪経済部次長。1993年4月から経済部編集委員で「国際経済と金融」担当に。同年9月にはハーバード大学ニーマンフェロー。1996年4月、経済担当の特別編集委員となる。2000年8月にはバンコク特派員（アジア経済担当）。2003年4月、東京経済部兼AERA編集局。2005年4月には朝日新聞編集委員（経済担当）となる。2008年1月より、朝日新聞シニアライター。1996年からテレビ朝日コメンテーターとして『サンデープロジェクト』や『朝まで生テレビ!』などテレビへの出演を開始する。1997年4月に政策NPO「構想日本」運営委員に就任。2007年より「イー・ウーマン」のサーベイ・キャスター。
2013年4月に株式会社インターネット・ニュース・ジャパンを設立し、同社代表となる。同社はデモクラTVという名で、会員向けに時事問題の解説や討論番組の配信を行っている。2017年4月よりインターネットメディアであるデモクラシータイムスを立ち上げ、『山田厚史の闇と死角』や『山田厚史の週ナカ生ニュース』などの番組に出演。
2017年9月19日、民進党は、かつて同党に所属していた元浦安市議会議員の岡野純子に次期衆院選・千葉5区への出馬を要請。9月25日、小池百合子が希望の党を結党。9月28日、民進党は希望の党への合流を決定。10月2日、枝野幸男が立憲主義を掲げ、新党「立憲民主党」を結党すると表明。10月3日、岡野は記者会見し、希望の党公認で立候補する意向を表明。同日、民進党に所属していた元職の村越祐民は千葉市内の県政記者クラブで立候補を断念することを明らかにした。10月4日、野党間の選挙協力を進めてきた市民連合は、浦安市に長年住む山田に千葉5区からの立候補を要請。山田は「人任せにする政治をやめよう」と決意し、要請を受諾した。同日、日本共産党千葉県委員会の浮揚幸裕委員長は、立憲民主党との野党共闘のため、千葉5区で出馬予定だった新人の渡辺正二を取り下げると発表した。10月5日、山田は立憲民主党公認で立候補する意向を表明。10月6日、立憲民主党は第1次公認候補として選挙区に62人を擁立すると発表。千葉5区に山田を立てることが定められた。
同年10月22日、第48回衆議院議員総選挙執行。自民党の薗浦健太郎が4期目の当選を果たした。野党票は山田と岡野に割れた。立憲民主党は比例南関東ブロックで5議席を獲得。6番目の惜敗率（58.615%）だった山田は落選。岡野も比例復活はかなわず落選した。

## 政策・主張

### 憲法・外交・安全保障
- 憲法改正について、2017年のアンケートで「反対」と回答[15]。
- 安全保障関連法の成立について、2017年のアンケートで「評価しない」と回答[15]。
- 「他国からの攻撃が予想される場合には先制攻撃もためらうべきではない」との問題提起に対し、2017年のアンケートで「反対」と回答[15]。
- 「北朝鮮に対しては対話よりも圧力を優先すべきだ」との問題提起に対し、2017年のアンケートで「反対」と回答[15]。

### ジェンダー
- 選択的夫婦別姓制度の導入について、2017年のアンケートで「賛成」と回答[15]。
- 同性婚を可能とする法改正について、2017年のアンケートで「どちらかといえば賛成」と回答[15]。

### その他
- アベノミクスについて、2017年のアンケートで「評価しない」と回答[15]。
- 安倍内閣による森友学園問題・加計学園問題への対応について、2017年のアンケートで「評価しない」と回答[15]。
- 「治安を守るためにプライバシーや個人の権利が制約されるのは当然だ」との問題提起に対し、2017年のアンケートで「反対」と回答[15]。
- 首相の靖国神社参拝について、2017年のアンケートで「反対」と回答[15]。

## 著書
- 『銀行はどうなる』 岩波ブックレット、1993年。ISBN 4000032267。
- 『日本再敗北』 文藝春秋、1998年、共著。ISBN 416354030X。
- 『日本経済診断』 岩波ブックレット、2000年。ISBN 4000092065。
- 『公共放送BBCの研究』 ミネルヴァ書房、2011年、共編著。ISBN 9784623055944。
- 前川喜平、山田厚史『前川喜平「官」を語る』宝島社、2018年7月12日。ISBN 978-4800284570。
- 望月衣塑子、田原総一朗、前川喜平、山田厚史『伏魔殿菅義偉と官邸の支配者たち』宝島社、2020年1月24日。ISBN 4299002067。